# Fangite
La fangite è un minerale.